# Anteromorpha frequens
Anteromorpha frequens is een vliesvleugelig insect uit de familie van de Scelionidae. De wetenschappelijke naam van de soort is voor het eerst geldig gepubliceerd in 1951 door Priesner.